# Bert Romijn
Albertus "Bert" Romijn (La Haia) fou un ciclista neerlandès. Va guanyar una medalla de plata al Campionat del món de mig fons, per darrere del seu compatriota Piet de Wit.